# Абдулкадыров, Магомед Абубакарович
Магомед Абубакарович Абдулкадыров (15 января 1968, Уркарах, Дахадаевский район, Дагестанская АССР, РСФСР, СССР) — российский театральный деятель, юрист и политик. Директор Даргинского драматического театра имени О. Батырая (2019—2022). С декабря 2022 года — глава администрации Дахадаевского района Дагестана.

## Биография
Родился 15 января 1968 года в селе Уркарах Дахадаевского района. С 1975 по 1985 годы учился в Уркарахской средней школе. С 1986 по 1988 гг. проходил военную службу в рядах Вооруженных сил СССР. С 1996 по 2004 годы учился в Махачкале на юридическом факультете по специальности «Юриспруденция» в Дагестанском государственном университете. С 4 мая 2016 года по 1 февраля 2018 года работал заместителем директора ГБУ РД «Государственный ансамбль песни и танца «Дагестан» в Махачкале. 12 марта 2018 года был принят в штат ГБУ «Даргинский государственный музыкально-драматический театр им. О. Батырая» в Избербаше в качестве заместителя директора, с 1 мая 2019 г. стал исполняющим обязанности директора театра. 25 ноября 2019 г. был назначен директором ГБУ «Даргинский государственный музыкально-драматический театр им. О. Батырая». 6 декабря 2022 года единогласным решением 43 присутствующих депутатов районного Собрания назначен новым главой администрации Дахадаевского района. Исполняющим обязанности директора Даргинского театра назначили его заместителя Мухтара Матаева.